# Prințesa Mathilde a Bavariei
Prințesa Mathilde Caroline de Bavaria (germană Mathilde Karoline Friederike Wilhelmine Charlotte von Bayern) (30 august 1813 – 25 mai 1862) a fost al doilea copil și prima fiică a regelui Ludovic I al Bavariei și a Theresei de Saxa-Hildburghausen.

## Biografie

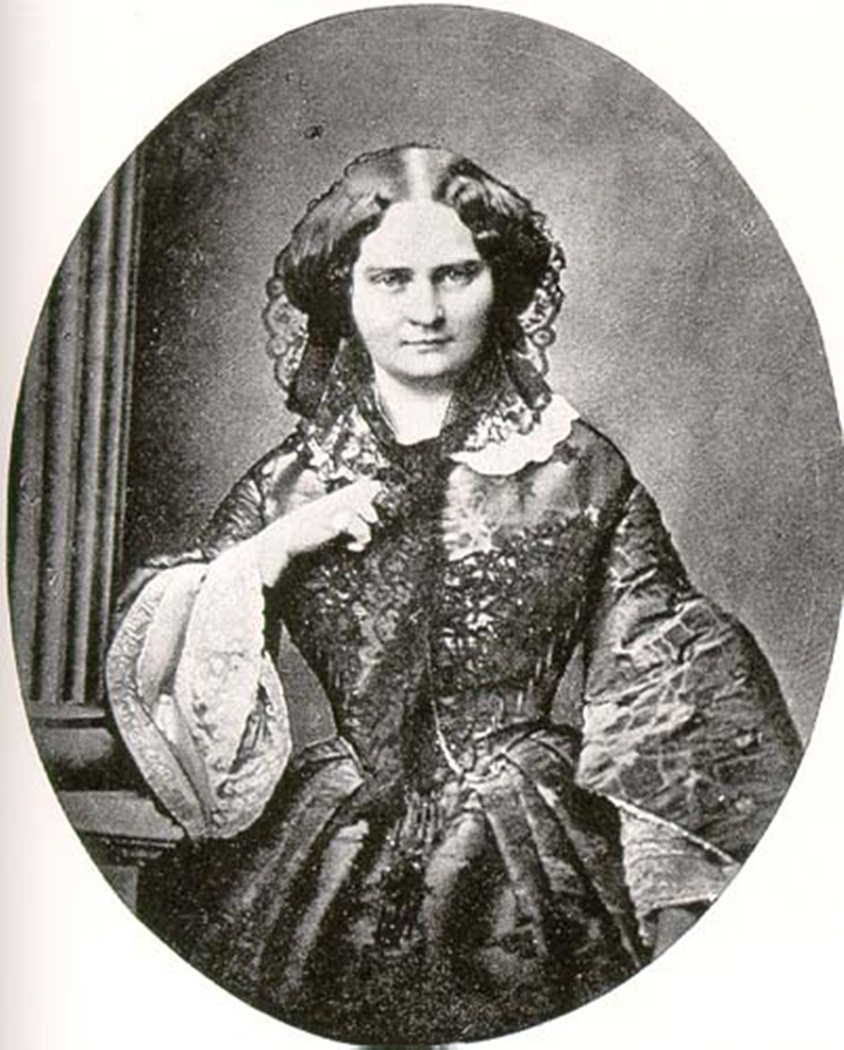
Mare Ducesă de Hesse

Pe linie maternă este nepoata reginei Louise a Prusiei și pe linie paternă este nepoata împărătesei Carolina Augusta a Austriei, reginei Maria Anna a Saxoniei, reginei Elisabeta Ludovica a Prusiei și a Arhiducesei Sofia. Fratele ei mai mic, Otto de Bavaria, a fost ales rege al elenilor în 1832, împotriva voinței sale și a trebuit să meargă în Grecia.
La 26 decembrie 1833 la Mănchen, Mathilde s-a căsătorit cu vărul ei, Marele Duce Ereditar de Hesse și de Rin (1806–1877), fiul cel mare al lui Ludovic al II-lea, Mare Duce de Hesse și Wilhelmine de Baden. Ludovic i-a succedat tatălui său ca Marele Duce Ludovic al III-lea în 1848. Din căsătorie nu au rezultat copii.
În 1841, cumnata ei, Maria de Hesse-Darmstadt, s-a căsătorit cu țareviciul Alexandru (viitorul țar Alexandru al II-lea al Rusiei). Un an mai târziu, sora ei Adelgunde de Bavaria s-a căsătorit cu Francisc al V-lea, Duce de Modena, care se va dovedi un dușman înverșunat al liberalismului. În 1844, sora ei Hildegard de Bavaria s-a căsătorit cu Arhiducele Albert, Duce de Teschen, liderul conservatorismului austriac și consilier apropiat al Arhiducesie Sofia.
Această familie atât de conservatoare dar uneori excentrică a fost zguduită de revoluția de la 1848. Regele Bavariei, compromis de dragostea lui adulteră cu dansatoarea Lola Montez, a trebuit să abdice iar fratele Mathildei a urcat pe tron sub numele de Maximilian al II-lea al Bavariei.

Casa imperială a Austriei a trebuit să părăsească Viena și să se refugieze în Boemia. Împăratul a abdicat în favoarea nepotului său, Franz Joseph, fiul Arhiducesei Sofia și verișor al Mathildei. Primul act politic al împăratului de 18 ani va fi organizarea represiunii revoluției înainte de a reveni în capitala sa.

Ducele de Modena a trebuit să plece în exil însă a fost restaurat de armata austriacă.
La 1 iulie 1862, nepotul și moștenitorul tronului de Hesse-Darmstadt, Ludovic, a făcut o căsătorie strălucită cu Prințesa Alice a Regatului Unit (una dintre fiicele reginei Victoria).
Marea Ducesă Mathilde a murit la 25 mai, la vârsta de aproape 49 de ani. După patru ani, soțul ei a făcut o căsătorie morganatică cu baroneasa Magdalen de Hochstadten.